# Gregorio Méndez (Jalpa de Méndez)
Gregorio Méndez es una ranchería del municipio de Jalpa de Méndez ubicado en la subregión centro del estado mexicano de Tabasco.

## Geografía
La localidad de Gregorio Méndez se sitúa en las coordenadas geográficas 18°11′48″N 93°06′08″O / 18.196667, -93.102222, a una elevación de 2 metros sobre el nivel del mar.

## Demografía
Según el Conteo de Población y Vivienda 2020, efectuado por el Instituto Nacional de Estadística y Geografía, la localidad de Gregorio Méndez tiene 1,112 habitantes, de los cuales 538 son del sexo masculino y 574 del sexo femenino. Su tasa de fecundidad es de 2.35 hijos por mujer y tiene 279 viviendas particulares habitadas.
| Gráfica de evolución demográfica de Gregorio Méndez entre 1950 y 2020 |
|                                                                       |
| INEGI.                                                                |